# 中国南社纪念馆

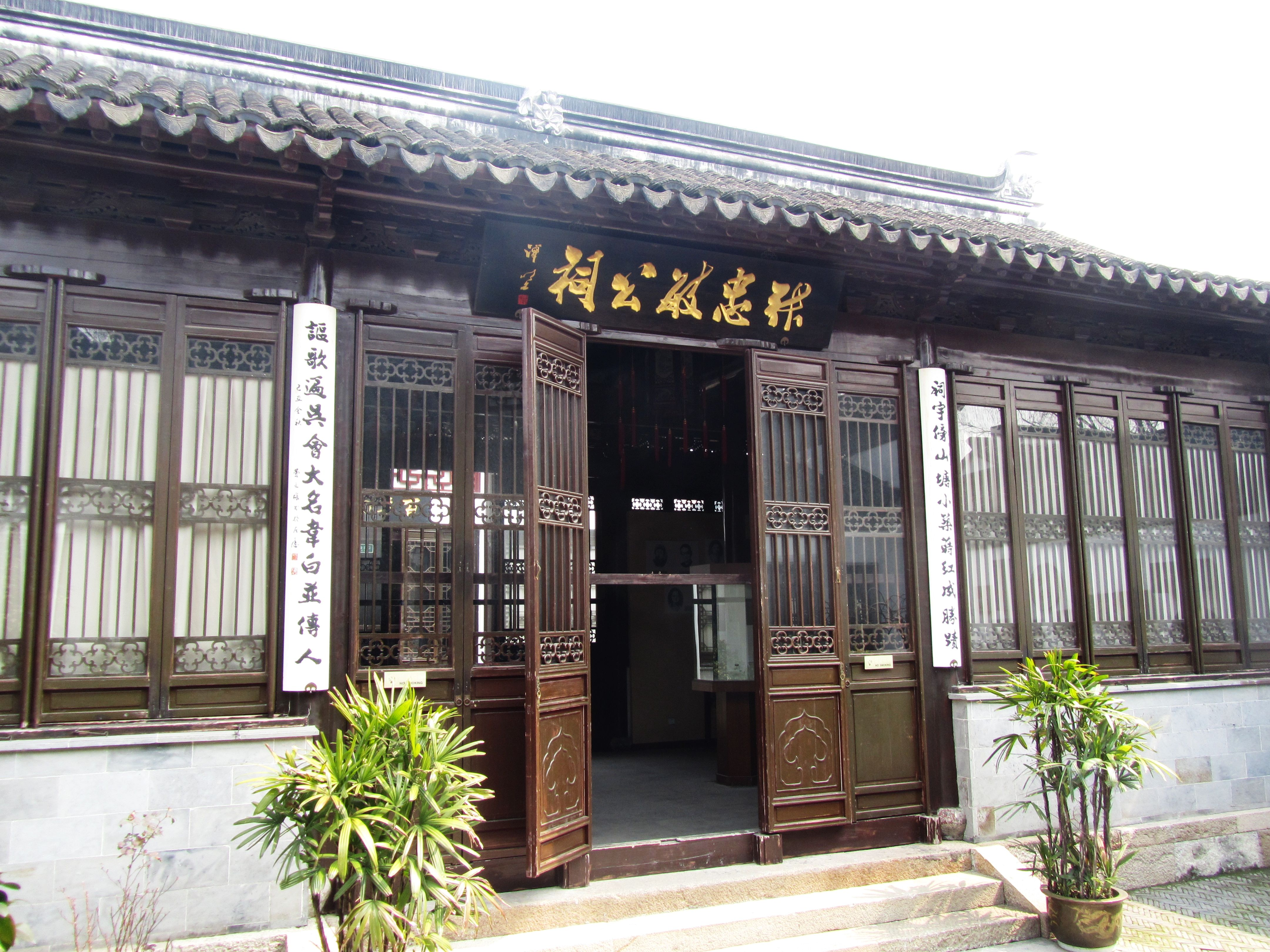
南社成立处，原苏州山塘街张忠敏公祠，现改建为中国南社纪念馆

中国南社纪念馆（英語：China Nanshe Memorial Hall）是一个位于江苏苏州市的纪念馆。

## 历史
2008年获中國國民黨革命委員會中央支持，苏州市委市政府开始筹建，2009年11月13日值此南社百年诞辰建成开馆，位于江苏苏州市姑苏区山塘街800号，原是张忠敏公祠，毗邻李鸿章祠。占地面积1,500平方米，建筑面积1,000平方米。
1909年11月13日由中国同盟会会员陳去病、高旭和柳亞子在此成立南社并开展第一次南社雅集，共17人到会参加。

## 营业时间
- 周二至周日：上午九点半至下午四点半
- 周一闭馆

## 交通
苏州轨道交通6号线虎丘站